# Заросьле (Ґрудзьондзький повіт)
Заросьле (пол. Zarośle, нім. Sarosle) — село в Польщі, у гміні Роґужно Ґрудзьондзького повіту Куявсько-Поморського воєводства.
Населення — 362 особи (2011).
У 1975-1998 роках село належало до Торунського воєводства.

## Демографія
Демографічна структура станом на 31 березня 2011 року:
|          | Загалом | Допрацездатний вік | Працездатний вік | Постпрацездатний вік |
| -------- | ------- | ------------------ | ---------------- | -------------------- |
| Чоловіки | 179     | 42                 | 120              | 17                   |
| Жінки    | 183     | 40                 | 107              | 36                   |
| Разом    | 362     | 82                 | 227              | 53                   |